# مارك شامبرلين
مارك شامبرلين (بالإنجليزية: Mark Chamberlain)‏ هو مدرب كرة قدم ولاعب كرة قدم بريطاني، ولد في 19 نوفمبر 1961 في إنجلترا في المملكة المتحدة. شارك مع منتخب إنجلترا تحت 21 سنة لكرة القدم ومنتخب إنجلترا لكرة القدم. أما مع النوادي، فقد لعب مع برايتون أند هوف ألبيون وبورت فايل وستوك سيتي وشيفيلد وينزداي ونادي إكزتر سيتي ونادي بورتسموث ونادي فارم تاون.

## مسيرته الكروية
لعب مارك شامبرلين خلال مسيرته الاحترافية مع 6 أندية في عشرون موسمًا وسجل خلالها 68 هدفًا ضمن 519 مباراة. ولم يفز بأي موسم بالكأس أو بالدوري.
خاض مارك شامبرلين مسيرته مع نادي بورت فايل في موسم 1978–79 ليلعب معه أربعة مواسم، مشاركًا في 96 مباراة سجل خلالها 17 هدفًا. ثم انتقل إلى نادي ستوك سيتي في موسم 1982–83 ليلعب معه أربعة مواسم، حيث شارك في 112 مباراة سجل خلالها 17 هدفًا أيضًا. لينتقل بعدها إلى نادي شيفيلد وينزداي في موسم 1985–86 واستمر معه طيلة ثلاثة مواسم، مشاركًا في 66 مباراة سجل خلالها 8 أهداف. ثم انتقل إلى نادي بورتسموث في موسم 1988–89 ليلعب معه ستة مواسم، مشاركًا في 167 مباراة سجل خلالها 20 هدف. هذا وانتقل لاحقًا إلى نادي برايتون أند هوف ألبيون في موسم 1994–95 لمدة موسم واحد، مشاركًا في 19 مباراة سجل خلالها هدفين. ثم انتقل بعدها إلى نادي إكزتر سيتي في موسم 1995–96 ولمدة موسمين، مشاركًا في 59 مباراة سجل خلالها 4 أهداف.

## وصلات خارجية
- مارك شامبرلين على موقع الاتحاد الأوربي (الإنجليزية)
- مارك شامبرلين على موقع قاعدة بيانات كرة القدم.إي يو (الإنجليزية)
- مارك شامبرلين على موقع ناشيونال فوتبول تيمز (الإنجليزية)
- مارك شامبرلين على موقع Soccerway.com (الإنجليزية)